# Hemianaphothrips articulosus
Hemianaphothrips articulosus är en insektsart som först beskrevs av Hermann Priesner 1925.  Hemianaphothrips articulosus ingår i släktet Hemianaphothrips och familjen smaltripsar. Inga underarter finns listade i Catalogue of Life.